# Neboder u Ilici
Neboder u Ilici o también Ilicki Neboder (en español: Rascacielos de la Calle Ilica) es un edificio situado en la calle Ilica con vistas a la plaza Ban Jelačić en el área de Donji grad en Zagreb, Croacia. Se le dio el título genérico de Neboder (literalmente "Rascacielos"), por ser el edificio más alto de Yugoslavia en el momento de su finalización, pero hoy en día ha sido superado.
El edificio, diseñado por Slobodan Jovičić, Josip Hitil e Iván Žuljević, fue construido entre 1957 y 1958 e inaugurado oficialmente el 22 de agosto de 1959, mientras Većeslav Holjevac era alcalde de Zagreb. Fue el primer edificio en el país que contó con una fachada de aluminio (las chapas de aluminio para la construcción se produjeron en la fábrica de aviones Utva en Pančevo). Otros notables "rascacielos" construidos anteriormente en Zagreb incluían al edificio modernista de nueve pisos Löwy, construido en 1933, y el llamado Rascacielos de Madera diseñado por Drago Ibler, pero ya que ambos eran edificios de viviendas que se parecían a los rascacielos en el diseño, pero no en la función o el tamaño, los dieciséis pisos del Ilica son considerados como el primer "rascacielos de buena fe", construido en Zagreb y Yugoslavia.
Los principales inversores fueron Končar y Ferimport, dos grandes empresas de propiedad estatal. El edificio posteriormente albergó las oficinas de Ferimport, pero también contó con una plataforma de observación y un restaurante en su última planta (más tarde convertida en una efímera discoteca a principios de 1990) y un pequeño centro comercial que fue construido alrededor de la base del edificio, que conecta las calles Ilica, Gajeva, Bogoviceva y Petrićeva. La plataforma de observación estuvo abierta al público durante años, pero fue cercada con una verja de seguridad en 1967, después de que un hombre se suicidase, saltando y aterrizando sobre una mujer que pasaba por debajo y que también murió.
Con la caída de Ferimport en la década de 1990, después de que fue privatizada en los años posteriores a la independencia de Croacia y de la caída del comunismo, el edificio se deterioró visiblemente. 
En 2001, tres años después de Ferimport había entrado en la administración, fue vendido por 6 millones de euros a Peter Doimi de Frankopan, un inversionista de bienes raíces británico que afirmaba tener el linaje de la Casa de Frankopan, una familia aristocrática croata que se creía extinta en el siglo XVII. Frankopan tenía planes para una reconstrucción a gran escala del edificio, pero el concepto inicial (que implicó un rediseño completo de la fachada y la adición de ascensores panorámicos, escaleras de caracol y algunos pisos extra), fue rechazado por el instituto para la protección del patrimonio cultural de la ciudad. El proyecto se retrasó cuatro años, hasta que las autoridades aprobaron un plan de renovación revisado en diciembre de 2005.
Luego de la aprobación, la renovación comenzó en 2006 y fue terminada a principios de 2008. El proyecto fue diseñado por el estudio de diseño Aukett Fitzroy Robinson Interior en colaboración con el estudio de arquitectura con sede en Zagreb Proarh, y el trabajo real fue hecho por la empresa constructora Strabag. el cambio más significativo en el exterior fue la sustitución de las ventanas originalmente claras por vidrio de color gris oscuro. El edificio cuenta actualmente con 5.600 m² de espacio de oficinas, y la plataforma de observación en la planta superior fue cerrada al público en 2007; se reabrió en 2013 como "Zagreb Eye".